# Kangaré-Foulbé
Kangaré-Foulbé est une localité située dans le département de Rollo de la province du Bam dans la région Centre-Nord au Burkina Faso. En 2006, cette localité comptait 484 habitants dont 51% de femmes.

## Éducation et santé
Le centre de soins le plus proche de Kangaré-Foulbé est le centre de santé et de promotion sociale (CSPS) de Kangaré tandis que le centre médical avec antenne chirurgicale (CMA) de la province se trouve à Kongoussi.